# Mesactinia ganensis
Mesactinia ganensis är en havsanemonart som beskrevs av J.L. England 1987. Mesactinia ganensis ingår i släktet Mesactinia och familjen Actiniidae. Inga underarter finns listade i Catalogue of Life.